# オレゴン州立大学
オレゴン州立大学（Oregon State University、略：OSU）は、アメリカ合衆国オレゴン州のコーバリスに本拠地を置く州立大学。
2014年の総学生数 （学部及び大学院） はオレゴン州出身者61%及び他の州出身者27%である。200以上の一般教養的な学位プログラムと共に、工学、環境学、林業、海洋学及び薬学は最も著名な研究分野として存続している。OSU は主専攻科目、副専攻科目、及び特別なプログラムを持っており、その数はオレゴン州で最大。主専攻分野向けに調査するオプションを望む学生のために大学探究学問プログラムも提供している。
上海交通大学による世界研究大学ランキングでは151-200位のグループに属する（2014年）。
OSU はベンド (Bend, Oregon) に分校 （OSU - カスケーズ・キャンパス） を所有している。

## 沿革

### 初期活動
1858年、私立の教育機関として設立。大学レベルのコースは1865年に追加され、1870年に最初の学位が授与される。1868年、連邦政府から公有地供与を受けオレゴン州援助の農業大学となる。

### オレゴン農業大学 (OAC)
1890年、オレゴン農業大学 (Oregon Agricultural College: OAC) として知られるようになる。

### オレゴン州立農業大学 (OSAC)
1927年、オレゴン州立農業大学 （Oregon State Agricultural college：OSAC） に名称を変更。2年後の1929年、オレゴン州議会が高等教育の委員会統一法案を可決 （同法案は7月1日より発効） 、オレゴン州高等教育委員会 (the Oregon State Board of Higher Education) に統合されるのに併せ、オレゴン州立農業大学も同委員会のもとに組み込まれる。

### オレゴン州立大学 (OSU)
1961年3月6日、前州知事マーク・ハットフィールドの承認により現在の名称となる。後に連邦政府から資金援助を受ける指定海洋学研究大学となり、1989年、連邦政府およびNASA からの指定を受け、アメリカ国内指定航空宇宙学研究大学56校のうちの1校となる。現在この3つの指定を受けている大学は全米で6校にとどまっている。
研究機関はオレゴン州中に存在しており、海洋食品研究所はアストリア、食品研究所はポートランド、ハットフィールド海洋科学研究施設 (Mark O. Hatfield Marine Science Center) はニューポート市にある。現在工学部は全学科においてアメリカ国内Top25、大学としてもTop10を目指しており、その手始めとして2005年8月15日に大規模なKelley Engineering Centerを稼働、全工学部のリソースを集約する予定。

## 学術・研究活動
電子工学部ではフォード・モーターとの産学提携により、同社初のハイブリッド車のシステムを完成させた他、2003年には世界で最初の透明薄膜トランジスタが作成された。生物資源学科では現在バイオディーゼル燃料を用いた実用試験を学内を走るシャトルバスを使って証明実験中。大学キャンパス郊外にはアメリカ国内でも数少ない常時稼働の実験用の原子炉OSTR (The Oregon State University TRIGA Reactor、出力1 MWのTRIGA Mk.II型原子炉) があり、原子化学科 (Nuclear chemistry) の大学院生を中心に研究に用いられている。

## キャンパス
肥沃なウィラメット渓谷の中間に位置し、森林学研究向けのマクドナルド・ダン実験林 (McDonald-Dunn research forest) を含めた577 エーカー (2.34 km2) のキャンパスはたくさんの農地へ近接し、有名な農業プログラム向けに卓越した基礎となっている。50,000人以上の永住者が住むコーバリス市には有名な大規模公共図書館がある他、世界の中で2番目に大きなヒューレット・パッカード社の工場がある。OSU は南カリフォルニア大学よる研究の中で「パシフィック・テン・カンファレンスの中で一番安全なキャンパス」だと評価された。

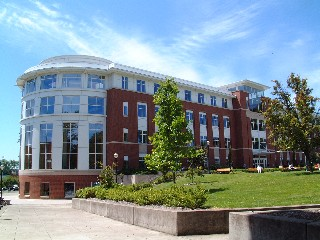
The Valley Library
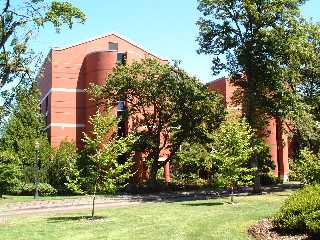
Owen Hall
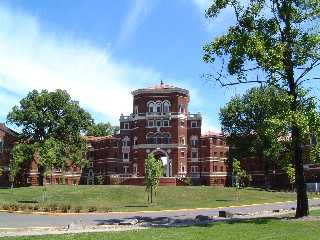
Weatherford Hall
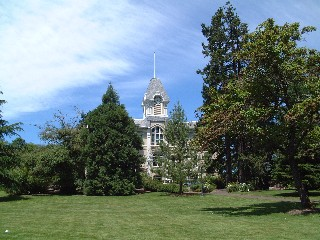
Benton Hall
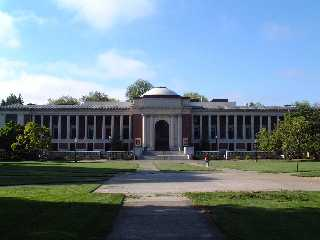
Memorial Union
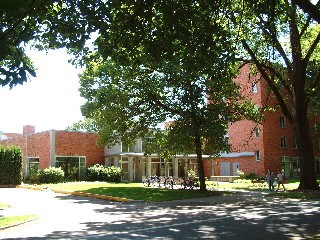
West Dining Center
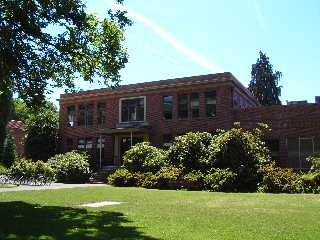
Hovland Hall
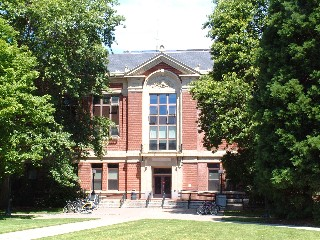
Kidder Hall
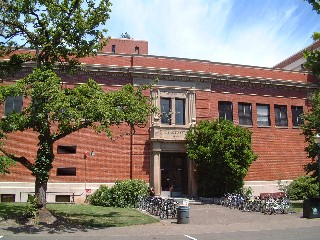
Dearborn Hall

## 統計
（）内は調査対象期間

### 学生 （2014年秋期）
- 総生徒数：28,886
  - 大学生：23,903
  - 大学院生：4,410

### 人種 （2014年秋期）
- アフリカ系アメリカ人：1%
- アジア・太平洋：7%
- ヒスパニック・ラテン：7%
- 白人：64%
- 不明：3%
- 混血：6%
- 留学生：11%

## 組織

### 総長
1. ウイリアム・A. フィンリー （1865年 - 1872年）
2. ジョセフ エミリー （1872年、代理）
3. ベンジャミン・L. アーノルド （1872年 - 1892年）
4. ジョン・D. レッチャー （1892年、代理）
5. ジョン・M. ブロス （1892年 - 1896年）
6. H. B. ミラー （1896年 - 1897年）
7. トーマス・M. Gatch （1897年 - 1907年）
8. ウィリアム・ジャスパー・カー （1907年 - 1932年）
9. ジョージ・ウイルコックス・ピービー （1932年 - 1934年、代理） （1934年 - 1940年）
10. フランク・Llewellyn バラード （1940年 - 1941年）
11. フランソワ アーチーボルド ジルフィアン （1941年 - 1942年、代理）
12. オーガスト・リーロイ ストランド （1942年 - 1961年）
13. ジェームズ・ハーバート・ジェンセン （1961年 - 1969年）
14. ロイ・アルトン・ヤング （1969年 - 1970年、代理）
15. ロバート・ウイリアム・マクバイカー （1970年 - 1984年）
16. ジョン・V. バーン （1984年 - 1995年）
17. ポール・G. Risser （1996年 - 2002年）
18. ティモシー P・ホワイト（2003年、代理）
19. エドワード・ジョン・レイ （2003年 - 現在）

### 学部及び大学院
- 保健及び人間科学
  - 設計及び人間環境学 (Department)
  - 運動及びスポーツ科学 (Department)
  - 公衆衛生学 (Department)
  - 人間開発及び家族学 (Department)
  - 栄養及び食物管理学 (Department)
- 工学部
  - 生物工学 (Department)
  - 土木、建築、及び環境工学 (Department)
  - 化学工学 (Department)
  - 電子工学及び情報工学 (School)
  - 産業及び製造工学 (Department)
  - 機械工学 (Department)
  - 原子力工学及び放射線医学物理 (Department)
- 獣医学部
- 海洋及び大気科学部
- 防衛教育学部(Defense Education College, ROTC)
  - 空軍学 (Department)
  - 軍事科学 (Department)
  - 海軍科学 (Department)
- 教養学部
  - American Studies (Department)
  - 人類学 (Department)
  - 芸術 (Department)
  - Speech Communication (Department)
  - 経済学 (Department)
  - 英語 (Department)
  - 民族学 (Department)
  - 外国語及び文学 (Department)
  - 歴史学 (Department)
  - 一般教養学 (Department)
  - 音楽 (Department)
  - New Media Communications (Department)
  - 哲学 (Department)
  - 政治科学 (Department)
  - 心理学 (Department)
  - 社会学 (Department)
  - 20世紀学 (Department)
  - 女性学 (Department)
- 理学部
  - 生化学及び生物物理学 (Department)
  - 生物学 (Department)
  - 植物学及び植物病理学(Department)
  - 化学 (Department)
  - 昆虫学 (Department)
  - 地学 (Department)
  - 一般科学 (Department)
  - 微生物学 (Department)
  - 分子及び細胞生物学 (Department)
  - 数学 (Department)
  - 物理学 (Department)
  - 科学及び数学教育 (Department)
  - 統計学 (Department)
  - 動物学 (Department)
- 薬学部
- 森林科学部
  - 森林工学 (Department)
  - 森林資源 (Department)
  - 森林科学 (Department)
  - 木材科学及び木材工学 (Department)
- 教育学部
  - カウンセリング (Department)
  - 教育学 (Department)
- 経営学部
- 農学部
  - 農業教育及び一般農業学 (Department)
  - 動物科学 (Departments)
  - 農業及び資源経済学 (Departments)
  - 作物学及び土壌学 (Department)
  - 食物科学 & 技術 (Department)
  - 魚 & 野生動植物学 (Department)
  - 遺伝学 (Department)
  - 園芸学 (Department)
  - 放牧地資源 (Department)
  - 環境及び分子毒物学 (Department)

## 学生生活

### 校風
生徒の大半は白人。ただし、いわゆるwhite farm boys（田舎育ちの白人）で、都会慣れしている者が少ない。アメリカの田舎出身者の特徴でもあるが、早婚者が多く、20代前にしてすでに家庭を持っている者も少なくない。diversity（多様性）を重んじる校風を作り上げようと、キャンパス内には様々な文化センター（ネイティブアメリカン、ヒスパニック、アフリカ系アメリカ人、アジア等の地域・人種から、ゲイ、女性などに至る文化まで）が建っているが、2004年末にはダウンタウンで人種差別を発端にした騒ぎを生徒（アメリカンフットボール選手数名）が起こして起訴されている（黒人による白人差別という、かなり変わった人種差別騒動）。街についてはコーバリスを参照。

### オンキャンパス
キャンパス内の施設は非常に充実している。大型のスポーツ施設、ディクソン・スポーツセンター(Dixon Sports Center)では各種トレーニングの他、水泳、バスケットボール／バレーボール、卓球、テニス、スカッシュの他、屋内ロッククライミングも行え、学費を納入した学生は無料ですべて使うことができる。メモリアル・ユニオン(Memorial Union)にはファストフード店が8件、喫茶が2件のほか、ブックストア、床屋、ボウリング場、ビリヤード場などが入っている。ウェスト・ダイニングセンター(West Dining Center)では6件のファストフード、喫茶が1件、その他に売店が入っている。マクナリー・セントラル(McNary Central)ではファーストフードが5件、喫茶が2件入っている。アーノルド・センター(Arnold Center)は食堂が2件（2種類）と売店が入っている。年度の開始時にミールプランを選んだ場合、学生はこれらのファーストフード・食堂・売店ではIDカードをお金代わりに使うため、小銭を持ち歩く必要はない。コンピューターラボは図書館のものを除き、大小あわせて15存在する。図書館は多機能かつ大型で、通常図書・雑誌、各種専門書、官公庁資料などを始め、マイクロフィッシュ、フィルムなども収集している。館内には検索端末の他に数十台規模のコンピューターラボがある他、ラップトップコンピュータの貸し出しも入り口で行っている。キャンパス内のほとんどの施設でワイヤレスLANが敷かれており、生徒はIDを取得したあとはラップトップコンピュータなどでどこからでも常時インターネットにアクセスが可能になっている。単位登録や教授とのアポの設定、宿題の提出や2005年fall termからは授業料の支払いまでがデジタル化されており、生徒はインターネット経由ですべて行う。
キャンパスが広大なため、キャンパス内のみを巡回するシャトルバスが運行されている。これとは別に生徒はIDを見せることにより市が運営するバス（CTS：Corvallis Transport System）を無料で使用できる。また、ポートランドやユージーンの空港を結ぶ有料のシャトルが運行されている。

## スポーツ
運動はアメリカンフットボール、野球、バスケットボール、サッカー、ソフトボールが盛ん。アメリカンフットボールはNCAA Division I-A のパシフィック12カンファレンス（Pac-12）に所属。野球の活躍が特に近年目立ち、2005年（全米ランキング2位）と2006年（全米ランキング4位）にPac-10で優勝し、メンズ・カレッジ・ワールドシリーズでは3度（2006年、2007年、2018年）の全米チャンピオンになっている。チームの名称はビーバーズで統一されていて、スクールカラーはオレンジと黒。同じ州のもう1つの総合州立大学であるオレゴン大学（University of Oregon）とはお互いライバル意識が強く、スポーツでの試合は南北戦争（Civil War）と呼ばれており、異様な盛り上がりを見せる。

## 著名な出身者

### スポーツ選手
- マイケル・コンフォルト - メジャーリーグベースボール (MLB) 選手
- ジャコビー・エルズベリー - MLB選手
- A.C.グリーン - NBA選手、1110試合連続出場の記録保持者
- ブレント・バリー - NBA選手、スラムダンクコンテスト優勝、NBAチャンピオン2回
- ゲイリー・ペイトン - NBA選手、息子とともに親子2代でNCAAトーナメントに進出
- ゲイリー・ペイトン2世 - NBA選手、父とともに親子2代でNCAAトーナメントに進出
- アラン・ゴードン - サッカー選手
- スティーブン・ジャクソン - NFLランニングバック
- ステフェン・ロメロ - 野球選手。オリックス・バファローズや東北楽天ゴールデンイーグルスでプレーした
- コルビー・コビントン - ウェルター級総合格闘家
- スティーブン・クワン - メジャーリーグベースボール (MLB)選手
- アドリー・ラッチマン - メジャーリーグベースボール (MLB) 選手

### その他
- キャロライン洋子 - 元・子役、少女モデル、歌手
- ジョージ・オッペン - 詩人、1969年ピューリッツァー賞詩部門受賞者
- ダグラス・エンゲルバート - コンピューターマウスの発明者
- ジェン・スン・ファン（黃仁勳） - NVIDIA社の共同創業者及びCEO
- マイケル・ローリー - 人気のある昼ドラマ俳優
- ライナス・ポーリング - ノーベル賞複数受賞者 （化学賞及び平和賞）
- ポール・エメット - 化学工学者、マンハッタン計画参加研究員
- ドナルド・ペティット - 宇宙飛行士
- ウィリー・アンソールド - アメリカ初のエベレスト登頂者
- ジョン・A・ヤング - 元ヒューレット・パッカード社社長及びCEO
- アーネスト・H・ウィーガンド - developed a new brine method that led to the modern Maraschino cherry.
- クリス・アンダーソン - ピューリッツァー賞2回受賞者
- ウィリアム・オーフェリン - 宇宙飛行士
- ボビー・ヘンダーソン - 空飛ぶスパゲッティ・モンスター教創始者（預言者で教祖）
- 西渕光昭 - 細菌学者、京都大学名誉教授
- 山口しのぶ - 教育経済学者、東京工業大学教授、国連大学サステイナビリティ高等研究所所長